# Łoła Abdukarimowa
Łoła Abdukarimowa (ros.) Лола Абдукаримова (ur. 28 sierpnia 1935 w wiosce Jamga, Jakucka ASRR, zm. 21 kwietnia 2023) – aktorka teatralna i filmowa.

## Życiorys
W 1952 ukończyła Taszkencką Szkołę Teatralną, w latach 1952-1954 była artystką Filharmonii Taszkenckiej, a w latach 1956-1958 - Kazachskiego Zespołu Pieśni i Tańca. W latach 1954–1956 i po 1958 pracowała w studiu filmowym "Kazakfilm".